# Henry Jameson
Pour les articles homonymes, voir Jameson.
Henry Wood Jameson est un joueur américain de soccer né le 19 avril 1883 à Saint-Louis et mort le 7 mars 1938 à Pittsburgh.

## Biographie
Avec l'équipe locale de Saint-Louis la St. Rose Parish, il participe au tournoi olympique de football de 1904 en tant que défenseur central. Il participe avec son frère Claude Jameson à la compétition. L'équipe remporte la médaille de bronze à l'issue du tournoi. 
Dans la fin des années 1900 et le début des années 1910, Jameson exerce en tant que représentant commercial dans l'entreprise familiale M. C. Jameson & Sons, spécialisée dans les machines à coudre. Par la suite, il fonde sa propre entreprise, H. W. Jameson Hotel Supply, à Saint-Louis. Au milieu des années 1920, Jameson déménage à Pittsburgh, où il dirige H. W. Jameson & Associates, une entreprise fournissant du matériel hôtelier.